# Ondřej Čelůstka
Ondřej Čelůstka (Zlín, 18 juni 1989) is een Tsjechisch voormalig voetballer die doorgaans speelde als centrale verdediger. Tussen 2007 en 2025 was hij actief voor Tescoma Zlín, Slavia Praag, Palermo, Trabzonspor, Sunderland, 1. FC Nürnberg, Antalyaspor, Sparta Praag en Bodrum. Čelůstka maakte in 2013 zijn debuut in het Tsjechisch voetbalelftal en kwam uiteindelijk tot drieëndertig interlandoptredens.

## Clubcarrière
Čelůstka begon zijn carrière bij Tescoma Zlín, waar hij ook zijn jeugdopleiding had doorlopen. Na vierentwintig wedstrijden verkaste de verdediger naar Slavia Praag. Op 1 februari 2010 nam Palermo de Tsjech op huurbasis over. Hij speelde echter slechts één duel en na zijn terugkeer werd hij op 8 juli 2011 verkocht aan Trabzonspor, waar hij voor vijf jaar tekende. Op 14 september 2011 was hij verantwoordelijk voor de enige treffer op bezoek bij Internazionale in de UEFA Champions League. Op 12 augustus 2013 werd hij verhuurd aan Sunderland. Na dit seizoen in Engeland nam 1. FC Nürnberg de Tsjechische verdediger over. Čelůstka verkaste na één seizoen naar Antalyaspor. In de zomer van 2020 keerde Čelůstka terug naar Tsjechië, waar hij voor drie jaar tekende bij Sparta Praag. Medio 2023 nam Bodrum de verdediger transfervrij over. Twee jaar later besloot hij op zesendertigjarige leeftijd een punt achter zijn actieve loopbaan te zetten.

## Clubstatistieken
| Seizoen | Club           | Competitie     | Competitie | Competitie | Beker | Beker | Internationaal | Internationaal | Totaal | Totaal |
| Seizoen | Club           | Competitie     | Wed.       | Dlp.       | Wed.  | Dlp.  | Wed.           | Dlp.           | Wed.   | Dlp.   |
| ------- | -------------- | -------------- | ---------- | ---------- | ----- | ----- | -------------- | -------------- | ------ | ------ |
| 2008/09 | Tescoma Zlín   | Gambrinus liga | 22         | 3          | 0     | 0     | —              | —              | 22     | 3      |
| 2009/10 | Palermo        | Serie A        | 1          | 0          | 0     | 0     | —              | —              | 1      | 0      |
| 2009/10 | Slavia Praag   | Gambrinus liga | 13         | 1          | 0     | 0     | 9              | 0              | 22     | 1      |
| 2010/11 | Slavia Praag   | Gambrinus liga | 28         | 2          | 6     | 0     | —              | —              | 34     | 2      |
| 2011/12 | Trabzonspor    | Süper Lig      | 36         | 1          | 2     | 0     | 11             | 1              | 49     | 2      |
| 2012/13 | Trabzonspor    | Süper Lig      | 19         | 0          | 6     | 0     | 2              | 0              | 27     | 0      |
| 2013/14 | Trabzonspor    | Süper Lig      | 0          | 0          | 0     | 0     | 4              | 0              | 4      | 0      |
| 2013/14 | → Sunderland   | Premier League | 21         | 0          | 6     | 0     | —              | —              | 27     | 0      |
| 2014/15 | 1. FC Nürnberg | Bundesliga     | 31         | 0          | 0     | 0     | —              | —              | 31     | 0      |
| 2015/16 | Antalyaspor    | Süper Lig      | 30         | 0          | 6     | 0     | —              | —              | 36     | 0      |
| 2016/17 | Antalyaspor    | Süper Lig      | 34         | 0          | 1     | 0     | —              | —              | 35     | 0      |
| 2017/18 | Antalyaspor    | Süper Lig      | 30         | 0          | 1     | 0     | —              | —              | 31     | 0      |
| 2018/19 | Antalyaspor    | Süper Lig      | 24         | 1          | 2     | 0     | —              | —              | 26     | 1      |
| 2019/20 | Antalyaspor    | Süper Lig      | 24         | 1          | 4     | 0     | —              | —              | 28     | 1      |
| 2020/21 | Sparta Praag   | Fortuna liga   | 27         | 1          | 3     | 0     | 2              | 0              | 32     | 1      |
| 2021/22 | Sparta Praag   | Fortuna liga   | 8          | 1          | 1     | 0     | 5              | 0              | 14     | 1      |
| 2022/23 | Sparta Praag   | Fortuna liga   | 1          | 0          | 0     | 0     | 0              | 0              | 1      | 0      |
| 2023/24 | Bodrum         | 1. Lig         | 33         | 2          | 0     | 0     | —              | —              | 33     | 2      |
| 2024/25 | Bodrum         | Süper Lig      | 25         | 0          | 2     | 0     | —              | —              | 27     | 0      |
| Totaal  | Totaal         | Totaal         | 407        | 13         | 40    | 0     | 33             | 1              | 480    | 14     |

## Interlandcarrière
Čelůstka debuteerde op 15 november 2013 in het Tsjechisch voetbalelftal. Op die dag werd een vriendschappelijke wedstrijd tegen Canada met 2–0 gewonnen. De verdediger mocht in de basis beginnen en speelde het gehele duel mee. In de derde minuut was hij verantwoordelijk voor de openingstreffer. Na een afwezigheid van bijna drieënhalf jaar keerde de verdediger in maart 2017 terug in het nationale elftal.
In mei 2021 werd Čelůstka door bondscoach Jaroslav Šilhavý opgenomen in de Tsjechische selectie voor het uitgestelde EK 2020. Op het toernooi werd Tsjechië in de kwartfinale uitgeschakeld door Denemarken (1–2). Daarvoor had het in de groepsfase gewonnen van Schotland (0–2), gelijkgespeeld tegen Kroatië (1–1) en verloren van Engeland (0–1). In de achtste finale werd Nederland uitgeschakeld met 0–2. Čelůstka speelde in alle vijf wedstrijden mee. Zijn toenmalige teamgenoten Adam Hložek (eveneens Tsjechië) en Dávid Hancko (Slowakije) waren ook actief op het EK.
| Interlands van Čelůstka voor Tsjechië | Interlands van Čelůstka voor Tsjechië | Interlands van Čelůstka voor Tsjechië | Interlands van Čelůstka voor Tsjechië | Interlands van Čelůstka voor Tsjechië | Interlands van Čelůstka voor Tsjechië | Interlands van Čelůstka voor Tsjechië |
| №                                     | Datum                                 | Wedstrijd                             | Uitslag                               | Competitie                            | Goals                                 |                                       |
| Als speler bij Sunderland             | Als speler bij Sunderland             | Als speler bij Sunderland             | Als speler bij Sunderland             | Als speler bij Sunderland             | Als speler bij Sunderland             | Als speler bij Sunderland             |
| ------------------------------------- | ------------------------------------- | ------------------------------------- | ------------------------------------- | ------------------------------------- | ------------------------------------- | ------------------------------------- |
| 1                                     | 15 november 2013                      | Tsjechië – Canada                     | 2 – 0                                 | Vriendschappelijk                     | 3'                                    |                                       |
| Als speler bij Antalyaspor            |                                       |                                       |                                       |                                       |                                       |                                       |
| 2                                     | 22 maart 2017                         | Tsjechië – Litouwen                   | 3 – 0                                 | Vriendschappelijk                     |                                       |                                       |
| 3                                     | 5 juni 2017                           | België – Tsjechië                     | 2 – 1                                 | Vriendschappelijk                     |                                       |                                       |
| 4                                     | 8 november 2017                       | Tsjechië – IJsland                    | 2 – 1                                 | Vriendschappelijk                     |                                       |                                       |
| 5                                     | 13 oktober 2018                       | Slowakije – Tsjechië                  | 1 – 2                                 | Nations League 2018/19                |                                       |                                       |
| 6                                     | 16 oktober 2018                       | Oekraïne – Tsjechië                   | 1 – 0                                 | Nations League 2018/19                |                                       |                                       |
| 7                                     | 15 november 2018                      | Polen – Tsjechië                      | 0 – 1                                 | Vriendschappelijk                     |                                       |                                       |
| 8                                     | 19 november 2018                      | Tsjechië – Slowakije                  | 1 – 0                                 | Nations League 2018/19                |                                       |                                       |
| 9                                     | 22 maart 2019                         | Engeland – Tsjechië                   | 5 – 0                                 | EK 2020 kwalificatie                  |                                       |                                       |
| 10                                    | 26 maart 2019                         | Tsjechië – Brazilië                   | 1 – 3                                 | Vriendschappelijk                     |                                       |                                       |
| 11                                    | 7 juni 2019                           | Tsjechië – Bulgarije                  | 2 – 1                                 | EK 2020 kwalificatie                  |                                       |                                       |
| 12                                    | 10 juni 2019                          | Tsjechië – Montenegro                 | 3 – 0                                 | EK 2020 kwalificatie                  |                                       |                                       |
| 13                                    | 7 september 2019                      | Kosovo – Tsjechië                     | 2 – 1                                 | EK 2020 kwalificatie                  |                                       |                                       |
| 14                                    | 10 september 2019                     | Montenegro – Tsjechië                 | 0 – 3                                 | EK 2020 kwalificatie                  |                                       |                                       |
| 15                                    | 11 oktober 2019                       | Tsjechië – Engeland                   | 2 – 1                                 | EK 2020 kwalificatie                  |                                       |                                       |
| 16                                    | 14 oktober 2019                       | Tsjechië – Noord-Ierland              | 2 – 3                                 | Vriendschappelijk                     |                                       |                                       |
| 17                                    | 14 november 2019                      | Tsjechië – Kosovo                     | 2 – 1                                 | EK 2020 kwalificatie                  | 79'                                   |                                       |
| 18                                    | 17 november 2019                      | Bulgarije – Tsjechië                  | 1 – 0                                 | EK 2020 kwalificatie                  |                                       |                                       |
| Als speler bij Sparta Praag           |                                       |                                       |                                       |                                       |                                       |                                       |
| 19                                    | 4 september 2020                      | Slowakije – Tsjechië                  | 1 – 3                                 | Nations League 2020/21                |                                       |                                       |
| 20                                    | 11 oktober 2020                       | Israël – Tsjechië                     | 1 – 2                                 | Nations League 2020/21                |                                       |                                       |
| 21                                    | 14 oktober 2020                       | Schotland – Tsjechië                  | 1 – 0                                 | Nations League 2020/21                |                                       |                                       |
| 22                                    | 24 maart 2021                         | Estland – Tsjechië                    | 2 – 6                                 | WK 2022 kwalificatie                  |                                       |                                       |
| 23                                    | 27 maart 2021                         | Tsjechië – België                     | 1 – 1                                 | WK 2022 kwalificatie                  |                                       |                                       |
| 24                                    | 30 maart 2021                         | Wales – Tsjechië                      | 1 – 0                                 | WK 2022 kwalificatie                  |                                       |                                       |
| 25                                    | 4 juni 2021                           | Italië – Tsjechië                     | 4 – 0                                 | Vriendschappelijk                     |                                       |                                       |
| 26                                    | 8 juni 2021                           | Tsjechië – Albanië                    | 3 – 1                                 | Vriendschappelijk                     | 89'                                   |                                       |
| 27                                    | 14 juni 2021                          | Schotland – Tsjechië                  | 0 – 2                                 | EK 2020                               |                                       |                                       |
| 28                                    | 18 juni 2021                          | Kroatië – Tsjechië                    | 1 – 1                                 | EK 2020                               |                                       |                                       |
| 29                                    | 22 juni 2021                          | Tsjechië – Engeland                   | 0 – 1                                 | EK 2020                               |                                       |                                       |
| 30                                    | 27 juni 2021                          | Nederland – Tsjechië                  | 0 – 2                                 | EK 2020                               |                                       |                                       |
| 31                                    | 3 juli 2021                           | Tsjechië – Denemarken                 | 1 – 2                                 | EK 2020                               |                                       |                                       |
| 32                                    | 8 oktober 2021                        | Tsjechië – Wales                      | 2 – 2                                 | WK 2022 kwalificatie                  |                                       |                                       |
| 33                                    | 11 oktober 2021                       | Wit-Rusland – Tsjechië                | 0 – 2                                 | WK 2022 kwalificatie                  |                                       |                                       |

Bijgewerkt op 21 juli 2025.

## Erelijst
| Fortuna liga | 1 | 2022/23 |